# Noordenveld
Noordenveld hollandiai község Hollandiában, Drenthe tartományban. Lakosainak száma 31 214 fő (2021. január 1.).

## Földrajza
Noordenveld Groningen, Tynaarlo és Opsterland községekkel határos.

## Testvértelepülések
- Gmina Tarnowo Podgórne